# محلية الضعين
محلية الضعين (بالإنجليزية: Al Deain District)‏ إحدى محليات ولاية جنوب دارفور، السودان.